# 澳洲啄花鸟
澳洲啄花鸟（学名：Dicaeum hirundinaceum），是啄花鸟科啄花鸟属的一种，分布于印度尼西亚和澳大利亚。全球活动范围约为6,470,000平方千米。该物种的保护状况被评为无危。
澳洲啄花鸟的平均体重约为9.1克。栖息地包括亚热带或热带的（低地）干燥疏灌丛、亚热带或热带的湿润低地林、亚热带或热带的旱林、亚热带或热带的高海拔疏灌丛、地中海型疏灌丛、干燥的稀树草原、河流、溪流、亚热带或热带的红树林和乡村花园。